# Bizkaikoloreak
La Bizkaikoloreak est une course cycliste féminine par étapes qui se tient tous les ans autour de Durango au Pays basque. Créée en 2020, l'épreuve est réservée aux jeunes coureuses âgées de 17 et 18 ans. Il s'agit d'une manche de la Coupe des Nations Juniors.

## Palmarès
| Année | Vainqueur          | Deuxième            | Troisième       |
| ----- | ------------------ | ------------------- | --------------- |
| 2020  | Ines Cantera       | Idoia Eraso         | Marina Garau    |
| 2021  | Mijntje Geurts     | Anna van der Meiden | Julia Kopecky   |
| 2022  | Nienke Vinke       | Alizée Rigaux       | Églantine Rayer |
| 2023  | Julie Bego         | Cat Ferguson        | Célia Gery      |
| 2024  | Cat Ferguson       | Célia Gery          | Megan Arens     |
| 2025  | Matilde Rossignoli | Irati Aranguren     | Celia Torres    |